# ヴァルスドルフ (オーバーフランケン)
ヴァルスドルフ (ドイツ語: Walsdorf) は、ドイツ連邦共和国バイエルン州オーバーフランケン行政管区のバンベルク郡に属する町村（以下、本項では便宜上「町」と記述する）である。バンベルクの西約10km、アウラハ川の渓谷に位置する。

## 地理

### 自治体の構成
この町は、公式には5つの地区 (Ort) からなる。このうち孤立農場などを除く集落を以下に列記する。
- エアラウ
- ファイゲンドルフ
- コルムスドルフ
- ヴァルスドルフ

## 歴史
ヴァルスドルフの名を挙げている最も古い文献上の記録は、1317年に記されたヴュルツブルクの最も古い土地台帳である。この土地は、ロイタースハイム・フォン・リスベルクのバンベルクの封土になった。この土地はその後、1399年にテュングフェルトの領主の支配下に入り、1524年にはヴォルフ・フォン・クレヴェルスハイム（= クライルスハイム）に譲渡された。特に1525年以降のクライルスハイムの治世はこの村の形成に重要な働きをなした。宗教上の所属を定め、村の構成を整え、村は市場の開催権を持つシュタイガーヴァルト北部の裕福な村として繁栄した。やがてこの村の領主は宗教改革の支持者となり、マルティン・ルターがヴォルムスへ向かう際、その警護を務めた。家臣もこれに続き、プロテスタントの教理を受け容れたため、バンベルクの司教本部と何十年にも及ぶ争いが始まった。
こうした歴史は、現在でも、カトリック信者が圧倒的な周辺地域に対し、高い割合(40%)のプロテスタント・ルター派信者がいるという人口構成として影響を与えている。
クライルスハイム男爵の独立した騎士領は、1806年にライン同盟に加盟したことで、バイエルン領となった。しかし、1848年に封建制度が廃止されるまで、この村はクライルスハイム家の所領であり、保護・被保護の関係は、1964年初めに解消されるまで続いた。
1978年5月1日に、それまで独立した自治体であったコルムスドルフ（ファイゲンドルフ地区とツェッテルスドルフ地区）とエアラウとが自発的に合併した結果、ヴァルスドルフとなった。同時にヴァルスドルフは近隣町村のシュテーガウラハ、リスベルク、プリーゼンドルフと行政共同体を形成したが、1979年12月31日にこの共同体は解消された。1980年1月1日からは、シュテーガウラハとヴァルスドルフだけからなる、シュテーガウラハ行政共同体を形成している。

### 人口推移
この地域の人口は、1970年 1,412人、1987年 1,695人、2000年 2,461人であった。

## 行政
首長は、マリオ・ヴォルフ (Freie Liste) である。

## 引用
1. ↑  https://www.statistikdaten.bayern.de/genesis/online?operation=result&code=12411-003r&leerzeilen=false&language=de Genesis-Online-Datenbank des Bayerischen Landesamtes für Statistik Tabelle 12411-003r Fortschreibung des Bevölkerungsstandes: Gemeinden, Stichtag (Einwohnerzahlen auf Grundlage des Zensus 2011)
2. ↑  Bayerische Landesbibliothek Online